# Дієго де Міруело
Дієго де Міруело був дослідником і пілотом, який досліджував західне узбережжя Флориди в 1516 році. Можливо, він був першим європейцем, який заплив у затоку Пенсакола, де отримав трохи золота від людей, яких там зустрів.
У 1516 році він прибув до Флориди з Куби на одному судні  [потрібне краще джерело] Міруело знайшов те, що, на думку багатьох авторів, було затокою Пенсакола. Він обмінював предмети зі скла та заліза людям, які жили там, на золото, яке, можливо, було знайдено під час аварій іспанських кораблів.
Після цього він повернувся на Кубу. Через те, що він не взяв до уваги широти, які він подорожував, і не запам'ятав їх, він не зміг показати шлях до Флориди під час другої подорожі, і він збожеволів.